# Lipopolisaharid glukoziltransferaza II
Lipopolisaharid glukoziltransferaza II (EC 2.4.1.73, uridin difosfoglukoza-galaktozilpolisaharid glukoziltransferaza) je enzim sa sistematskim imenom UDP-glukoza:galaktozil-lipopolisaharid alfa-D-glukoziltransferaza. Ovaj enzim katalizuje sledeću hemijsku reakciju
UDP-glukoza + lipopolisaharid {\displaystyle \rightleftharpoons } UDP + alfa-D-glukozil-lipopolisaharid
Ovaj enzim prenosi glukozilne ostatake na D-galaktozil-D-glukozilne bočne lance u parcijalno završenoj osnovi lipopolisaharida, cf. EC 2.4.1.44 (lipopolisaharidna 3-alfa-galaktoziltransferaza), EC 2.4.1.56 (lipopolisaharidna N-acetilglukozaminiltransferaza) i EC 2.4.1.58 (lipopolisaharidna glukoziltransferaza I).

## Literatura
- Nicholas C. Price; Lewis Stevens (1999). Fundamentals of Enzymology: The Cell and Molecular Biology of Catalytic Proteins (Third изд.). USA: Oxford University Press. ISBN 019850229X.
- Eric J. Toone (2006). Advances in Enzymology and Related Areas of Molecular Biology, Protein Evolution (Volume 75 изд.). Wiley-Interscience. ISBN 0471205036.
- Branden C; Tooze J. Introduction to Protein Structure. New York, NY: Garland Publishing. ISBN 0-8153-2305-0.
- Irwin H. Segel. Enzyme Kinetics: Behavior and Analysis of Rapid Equilibrium and Steady-State Enzyme Systems (Book 44 изд.). Wiley Classics Library. ISBN 0471303097.

## Spoljašnje veze
- Lipopolysaccharide+glucosyltransferase+II на 